# Премия «Золотой орёл» за лучшую работу художника по гриму и пластическим спецэффектам
Премия «Золотой орёл» за лучшую работу художника по гриму и пластическим спецэффектам вручалась Национальной Академией кинематографических искусств и наук России, начиная с пятнадцатой церемонии 2017 года по 2022 год.

## Список лауреатов и номинантов
• Лауреаты выделены отдельным цветом. 
| Церемония   | Художники по гриму и пластическим спецэффектам | Фильм                            |
| ----------- | ---------------------------------------------- | -------------------------------- |
| 15-я (2017) | • Елена Фомичёва                               | «Дама Пик»                       |
| 15-я (2017) | • Марина Красновидова                          | «Дуэлянт»                        |
| 15-я (2017) | • Наталья Грачёва                              | «Контрибуция»                    |
| 16-я (2018) | • Пётр Горшенин, Ольга Афиногенова             | «Последний богатырь»             |
| 16-я (2018) | • Татьяна Вавилова                             | «Викинг»                         |
| 16-я (2018) | • Тамара Фрид, Марина Лебедева                 | «Матильда»                       |
| 17-я (2019) | • Марина Евсеенко                              | «Спитак»                         |
| 17-я (2019) | • Тамара Фрид                                  | «Гоголь. Вий»                    |
| 17-я (2019) | • Галина Пономарёва, Елена Дмитриенко          | «История одного назначения»      |
| 18-я (2020) | • Наталья Горина                               | «Тобол»                          |
| 18-я (2020) | • Ирина Ляшко, Марина Евсеенко                 | «Балканский рубеж»               |
| 18-я (2020) | • Ирина Ляшко                                  | «Т-34»                           |
| 19-я (2021) | • Татьяна Вавилова                             | «Союз спасения»                  |
| 19-я (2021) | • Наталия Крымская                             | Блокадный дневник                |
| 19-я (2021) | • Екатерина Шахворостова                       | Вторжение                        |
| 20-я (2022) | • Петр Горшенин, Татьяна Вавилова              | «Последний богатырь: Корень зла» |
| 20-я (2022) | • Анна Мановицкая, Лариса Сверба               | Иван Денисович                   |
| 20-я (2022) | • Тамара Фрид                                  | Серебряные коньки                |